# Theix
Theix è un comune francese soppresso e frazione del dipartimento del Morbihan nella regione della Bretagna. Dal 1º gennaio 2016 si è fuso con il comune di Noyalo per formare il nuovo comune di Theix-Noyalo.
La località si affaccia sul golfo di Morbihan.

## Società

### Evoluzione demografica
Abitanti censiti